# Gonostegia triandra
Gonostegia triandra là loài thực vật có hoa trong họ Tầm ma. Loài này được (Blume) Miq. mô tả khoa học đầu tiên năm 1869.